# Bayan-Uul (distrikt i Mongoliet, Dornod)
Bayan-Uul (mongoliska: Баян-Уул Сум, Баян-Уул, Bayan-Uul Sum) är ett distrikt i Mongoliet. Det ligger i provinsen Dornod, i den östra delen av landet, 400 km öster om huvudstaden Ulan Bator.